# Copa Pan-Americana de Voleibol Feminino de 2007
O Copa Pan-Americana de Voleibol Feminino de 2007 foi a 6ª edição do torneio organizado pela União Pan-Americana de Voleibol (UPV), em parceria com a NORCECA e CSV, realizado no período de 19 a 30 de junho na cidade mexicana de Colima, contou com a participação de doze equipes, serviu também como classificatório para edição do Grand Prix de Voleibol de 2008,cujas partidas ocorreram no Polideportivo Universitario de Villa de Álvarez

## Seleções participantes
As seguintes seleções participaram da Copa Pan-Americana de Voleibol Feminino:
| Equipe               | Última participação |
| -------------------- | ------------------- |
| México               | (Sede), 9º em 2006  |
| Argentina            | 10º em 2006         |
| Brasil               | 1º em 2006          |
| Canadá               | 7º em 2006          |
| Costa Rica           | 11º em 2006         |
| Cuba                 | 2º em 2006          |
| Estados Unidos       | 4º em 2006          |
| Peru                 | 6º em 2006          |
| Porto Rico           | 5º em 2006          |
| República Dominicana | 3º em 2006          |
| Trinidad e Tobago    | Estreante           |
| Uruguai              | Estreante           |

## Formato da disputa
As doze seleções foram divididas proporcionalmente em Grupos A e B; em cada grupo as seleções se enfrentam entre si, e ao final dos confrontos a melhor equipe de cada grupo classifica-se automaticamente para as semifinais; já as segundas e terceiras posições disputaram as quartas de final (cruzamento olímpico).
As equipes posicionadas na quarta e quinta posição de cada grupo disputaram as classificações do quinto ao décimo segundo lugares.
Os perdedores das quartas de final disputaram as classificações do sétimo ao décimo lugares, já os  vencedores das quartas de final disputaram as semifinais e destes confrontos as melhores equipes fizeram a final e os perdedores a disputa do bronze.
A pontuação conforme regulamento da competição foi firmada da seguinte forma:
- Partida vencida = 2 pontos;
- Partida perdida = 1 ponto;
- Partida abandonada = 0 ponto.

Em caso de desempate, foram adotados os seguintes critérios:
1. Proporção entre pontos ganhos e pontos perdidos (razão de pontos).
2. Proporção entre os sets ganhos e os sets perdidos (relação Sets).
3. Se o empate persistir entre duas equipes, a prioridade é dada à equipe que venceu a última partida entre as equipes envolvidas.
4. Se o empate persistir entre três equipes ou mais, uma nova classificação será feita levando-se em conta apenas as partidas entre as equipes envolvidas.

## Fase classificatória
Classificação

## Grupo A
|     |                      |     | Jogos | Jogos | Jogos | Resultados | Resultados | Resultados | Resultados | Resultados | Resultados | Sets | Sets | Sets  | Pontos | Pontos | Pontos |
| Pos | Equipe               | Pts | T     | V     | D     | 3–0        | 3–1        | 3–2        | 2–3        | 1–3        | 0–3        | V    | P    | R     | V      | P      | R      |
| --- | -------------------- | --- | ----- | ----- | ----- | ---------- | ---------- | ---------- | ---------- | ---------- | ---------- | ---- | ---- | ----- | ------ | ------ | ------ |
| 1   | Estados Unidos       | 14  | 5     | 5     | 0     | 3          | 1          | 1          | 0          | 0          | 0          | 15   | 3    | 5,000 | 419    | 296    | 1.416  |
| 2   | República Dominicana | 13  | 5     | 4     | 1     | 4          | 0          | 0          | 1          | 0          | 0          | 14   | 3    | 4.667 | 407    | 276    | 1.475  |
| 3   | Argentina            | 9   | 5     | 3     | 2     | 3          | 0          | 0          | 0          | 1          | 1          | 10   | 6    | 1.667 | 365    | 305    | 1.197  |
| 4   | Costa Rica           | 5   | 5     | 2     | 3     | 1          | 0          | 1          | 0          | 0          | 3          | 6    | 11   | 0.545 | 324    | 380    | 0.853  |
| 5   | México               | 4   | 5     | 1     | 4     | 1          | 0          | 0          | 1          | 0          | 3          | 5    | 12   | 0.417 | 314    | 366    | 0.858  |
| 6   | Trinidad e Tobago    | 0   | 5     | 0     | 5     | 0          | 0          | 0          | 0          | 0          | 5          | 0    | 15   | 0,000 | 170    | 376    | 0.452  |

Resultados
| 21 de junho de 2007 12:00 Relatório | República Dominicana | 3 — 0             | Costa Rica | Polideportivo Universitario de Villa de Álvarez, Colima |
| 21 de junho de 2007 12:00 Relatório | 25                   | Set 1 Set 2 Set 3 | 21 22 10   | Polideportivo Universitario de Villa de Álvarez, Colima |

| 21 de junho de 2007 16:00 Relatório | Estados Unidos | 3 — 1                   | Argentina   | Polideportivo Universitario de Villa de Álvarez, Colima |
| 21 de junho de 2007 16:00 Relatório | 17 25          | Set 1 Set 2 Set 3 Set 4 | 25 20 23 16 | Polideportivo Universitario de Villa de Álvarez, Colima |

| 21 de junho de 2007 20:00 Relatório | México | 3 — 0             | Trinidad e Tobago | Polideportivo Universitario de Villa de Álvarez, Colima |
| 21 de junho de 2007 20:00 Relatório | 25     | Set 1 Set 2 Set 3 | 10 19 8           | Polideportivo Universitario de Villa de Álvarez, Colima |

| 22 de junho de 2007 12:00 Relatório | Costa Rica | 0 — 3             | Estados Unidos | Polideportivo Universitario de Villa de Álvarez, Colima |
| 22 de junho de 2007 12:00 Relatório | 14 15 13   | Set 1 Set 2 Set 3 | 25             | Polideportivo Universitario de Villa de Álvarez, Colima |

| 22 de junho de 2007 16:00 Relatório | Trinidad e Tobago | 0 — 3             | República Dominicana | Polideportivo Universitario de Villa de Álvarez, Colima |
| 22 de junho de 2007 16:00 Relatório | 7 9 10            | Set 1 Set 2 Set 3 | 25                   | Polideportivo Universitario de Villa de Álvarez, Colima |

| 22 de junho de 2007 20:00 Relatório | Argentina | 3 — 0             | México   | Polideportivo Universitario de Villa de Álvarez, Colima |
| 22 de junho de 2007 20:00 Relatório | 25        | Set 1 Set 2 Set 3 | 20 22 14 | Polideportivo Universitario de Villa de Álvarez, Colima |

| 23 de junho de 2007 12:00 Relatório | Trinidad e Tobago | 0 — 3             | Argentina | Polideportivo Universitario de Villa de Álvarez, Colima |
| 23 de junho de 2007 12:00 Relatório | 10 11 12          | Set 1 Set 2 Set 3 | 25        | Polideportivo Universitario de Villa de Álvarez, Colima |

| 23 de junho de 2007 16:00 Relatório | República Dominicana | 2 — 3                         | Estados Unidos | Polideportivo Universitario de Villa de Álvarez, Colima |
| 23 de junho de 2007 16:00 Relatório | 20 25 24 25 13       | Set 1 Set 2 Set 3 Set 4 Set 5 | 25 18 26 18 15 | Polideportivo Universitario de Villa de Álvarez, Colima |

| 23 de junho de 2007 20:00 Relatório | México      | 2 — 3                         | Costa Rica     | Polideportivo Universitario de Villa de Álvarez, Colima |
| 23 de junho de 2007 20:00 Relatório | 15 25 24 14 | Set 1 Set 2 Set 3 Set 4 Set 5 | 25 15 22 26 16 | Polideportivo Universitario de Villa de Álvarez, Colima |

| 24 de junho de 2007 12:00 Relatório | Estados Unidos | 3 — 0             | Trinidad e Tobago | Polideportivo Universitario de Villa de Álvarez, Colima |
| 24 de junho de 2007 12:00 Relatório | 25             | Set 1 Set 2 Set 3 | 8 9 5             | Polideportivo Universitario de Villa de Álvarez, Colima |

| 24 de junho de 2007 16:00 Relatório | Costa Rica | 0 — 3             | Argentina | Polideportivo Universitario de Villa de Álvarez, Colima |
| 24 de junho de 2007 16:00 Relatório | 19 15      | Set 1 Set 2 Set 3 | 25        | Polideportivo Universitario de Villa de Álvarez, Colima |

| 24 de junho de 2007 20:00 Relatório | México   | 0 — 3             | República Dominicana | Polideportivo Universitario de Villa de Álvarez, Colima |
| 24 de junho de 2007 20:00 Relatório | 10 16 13 | Set 1 Set 2 Set 3 | 25                   | Polideportivo Universitario de Villa de Álvarez, Colima |

| 25 de junho de 2007 12:00 Relatório | Trinidad e Tobago | 0 — 3             | Costa Rica | Polideportivo Universitario de Villa de Álvarez, Colima |
| 25 de junho de 2007 12:00 Relatório | 10 24 18          | Set 1 Set 2 Set 3 | 25 26 25   | Polideportivo Universitario de Villa de Álvarez, Colima |

| 25 de junho de 2007 16:00 Relatório | República Dominicana | 3 — 0             | Argentina | Polideportivo Universitario de Villa de Álvarez, Colima |
| 25 de junho de 2007 16:00 Relatório | 25                   | Set 1 Set 2 Set 3 | 18 20     | Polideportivo Universitario de Villa de Álvarez, Colima |

| 25 de junho de 2007 20:00 Relatório | México   | 0 — 3             | Estados Unidos | Polideportivo Universitario de Villa de Álvarez, Colima |
| 25 de junho de 2007 20:00 Relatório | 18 12 11 | Set 1 Set 2 Set 3 | 25             | Polideportivo Universitario de Villa de Álvarez, Colima |

## Grupo B
|     |            |     | Jogos | Jogos | Jogos | Resultados | Resultados | Resultados | Resultados | Resultados | Resultados | Sets | Sets | Sets  | Pontos | Pontos | Pontos |
| Pos | Equipe     | Pts | T     | V     | D     | 3–0        | 3–1        | 3–2        | 2–3        | 1–3        | 0–3        | V    | P    | R     | V      | P      | R      |
| --- | ---------- | --- | ----- | ----- | ----- | ---------- | ---------- | ---------- | ---------- | ---------- | ---------- | ---- | ---- | ----- | ------ | ------ | ------ |
| 1   | Cuba       | 13  | 5     | 4     | 1     | 4          | 0          | 0          | 1          | 0          | 0          | 14   | 3    | 4.667 | 398    | 302    | 1.318  |
| 2   | Brasil     | 12  | 5     | 4     | 1     | 3          | 1          | 0          | 0          | 0          | 1          | 12   | 4    | 3,000 | 392    | 338    | 1.160  |
| 3   | Porto Rico | 11  | 5     | 4     | 1     | 3          | 0          | 1          | 0          | 0          | 1          | 12   | 5    | 2.400 | 402    | 348    | 1.155  |
| 4   | Peru       | 5   | 5     | 2     | 3     | 1          | 0          | 1          | 0          | 0          | 3          | 6    | 11   | 0.545 | 353    | 384    | 0.919  |
| 5   | Canadá     | 4   | 5     | 1     | 4     | 1          | 0          | 0          | 1          | 1          | 2          | 6    | 12   | 0.500 | 381    | 403    | 0.945  |
| 6   | Uruguai    | 0   | 5     | 0     | 5     | 0          | 0          | 0          | 0          | 0          | 5          | 0    | 15   | 0,000 | 224    | 375    | 0.597  |

Resultados
| 21 de junho de 2007 10:00 Relatório | Cuba | 3 — 0             | Uruguai  | Polideportivo Universitario de Villa de Álvarez, Colima |
| 21 de junho de 2007 10:00 Relatório | 25   | Set 1 Set 2 Set 3 | 13 11 14 | Polideportivo Universitario de Villa de Álvarez, Colima |

| 21 de junho de 2007 14:00 Relatório | Peru        | 3 — 2                         | Canadá         | Polideportivo Universitario de Villa de Álvarez, Colima |
| 21 de junho de 2007 14:00 Relatório | 25 21 31 16 | Set 1 Set 2 Set 3 Set 4 Set 5 | 21 25 29 25 14 | Polideportivo Universitario de Villa de Álvarez, Colima |

| 21 de junho de 2007 18:00 Relatório | Brasil | 3 — 0             | Porto Rico | Polideportivo Universitario de Villa de Álvarez, Colima |
| 21 de junho de 2007 18:00 Relatório | 35 25  | Set 1 Set 2 Set 3 | 33 23 19   | Polideportivo Universitario de Villa de Álvarez, Colima |

| 22 de junho de 2007 10:00 Relatório | Uruguai  | 0 — 3             | Canadá   | Polideportivo Universitario de Villa de Álvarez, Colima |
| 22 de junho de 2007 10:00 Relatório | 16 17 13 | Set 1 Set 2 Set 3 | 25 28 25 | Polideportivo Universitario de Villa de Álvarez, Colima |

| 22 de junho de 2007 14:00 Relatório | Peru     | 0 — 3             | Brasil | Polideportivo Universitario de Villa de Álvarez, Colima |
| 22 de junho de 2007 14:00 Relatório | 18 23 16 | Set 1 Set 2 Set 3 | 25     | Polideportivo Universitario de Villa de Álvarez, Colima |

| 22 de junho de 2007 18:00 Relatório | Porto Rico     | 3 — 2                         | Cuba           | Polideportivo Universitario de Villa de Álvarez, Colima |
| 22 de junho de 2007 18:00 Relatório | 20 25 17 25 15 | Set 1 Set 2 Set 3 Set 4 Set 5 | 25 15 25 20 13 | Polideportivo Universitario de Villa de Álvarez, Colima |

| 23 de junho de 2007 10:00 Relatório | Brasil | 3 — 0             | Porto Rico | Polideportivo Universitario de Villa de Álvarez, Colima |
| 23 de junho de 2007 10:00 Relatório | 25     | Set 1 Set 2 Set 3 | 13 16 14   | Polideportivo Universitario de Villa de Álvarez, Colima |

| 23 de junho de 2007 14:00 Relatório | Canadá   | 0 — 3             | Cuba | Polideportivo Universitario de Villa de Álvarez, Colima |
| 23 de junho de 2007 14:00 Relatório | 14 16 18 | Set 1 Set 2 Set 3 | 25   | Polideportivo Universitario de Villa de Álvarez, Colima |

| 23 de junho de 2007 18:00 Relatório | Peru     | 0 — 3             | Porto Rico | Polideportivo Universitario de Villa de Álvarez, Colima |
| 23 de junho de 2007 18:00 Relatório | 20 16 21 | Set 1 Set 2 Set 3 | 25         | Polideportivo Universitario de Villa de Álvarez, Colima |

| 24 de junho de 2007 10:00 Relatório | Porto Rico | 3 — 0             | Uruguai  | Polideportivo Universitario de Villa de Álvarez, Colima |
| 24 de junho de 2007 10:00 Relatório | 25         | Set 1 Set 2 Set 3 | 17 19 16 | Polideportivo Universitario de Villa de Álvarez, Colima |

| 24 de junho de 2007 14:00 Relatório | Canadá   | 1 — 3             | Brasil   | Polideportivo Universitario de Villa de Álvarez, Colima |
| 24 de junho de 2007 14:00 Relatório | 22 25 19 | Set 1 Set 2 Set 3 | 25 23 25 | Polideportivo Universitario de Villa de Álvarez, Colima |

| 24 de junho de 2007 18:00 Relatório | Cuba | 3 — 0             | Peru     | Polideportivo Universitario de Villa de Álvarez, Colima |
| 24 de junho de 2007 18:00 Relatório | 25   | Set 1 Set 2 Set 3 | 23 12 20 | Polideportivo Universitario de Villa de Álvarez, Colima |

| 25 de junho de 2007 10:00 Relatório | Peru | 3 — 0             | Uruguai  | Polideportivo Universitario de Villa de Álvarez, Colima |
| 25 de junho de 2007 10:00 Relatório | 25   | Set 1 Set 2 Set 3 | 14 18 13 | Polideportivo Universitario de Villa de Álvarez, Colima |

| 25 de junho de 2007 14:00 Relatório | Porto Rico | 3 — 0             | Canadá   | Polideportivo Universitario de Villa de Álvarez, Colima |
| 25 de junho de 2007 14:00 Relatório | 25         | Set 1 Set 2 Set 3 | 21 17 18 | Polideportivo Universitario de Villa de Álvarez, Colima |

| 25 de junho de 2007 18:00 Relatório | Brasil   | 0 — 3             | Cuba | Polideportivo Universitario de Villa de Álvarez, Colima |
| 25 de junho de 2007 18:00 Relatório | 22 19 18 | Set 1 Set 2 Set 3 | 25   | Polideportivo Universitario de Villa de Álvarez, Colima |

## Fase final

### Chaveamento final
|  | Quartas de finais | Quartas de finais    | Quartas de finais |  |  | Semifinais | Semifinais           | Semifinais |  |  | Final    | Final                | Final    |
|  |                   |                      |                   |  |  |            |                      |            |  |  |          |                      |          |
|  |                   |                      |                   |  |  | B1         | Cuba                 | 3          |  |  |          |                      |          |
|  | A2                | República Dominicana | 3                 |  |  | A2         | República Dominicana | 0          |  |  |          |                      |          |
|  | B3                | Porto Rico           | 2                 |  |  |            |                      |            |  |  | B2       | Brasil               | 0        |
|  |                   |                      |                   |  |  |            |                      |            |  |  | B1       | Cuba                 | 3        |
|  |                   |                      |                   |  |  | A1         | Estados Unidos       | 0          |  |  |          |                      |          |
|  | B2                | Brasil               | 3                 |  |  | B2         | Porto Rico           | 3          |  |  | 3° lugar | 3° lugar             | 3° lugar |
|  | A3                | Argentina            | 0                 |  |  |            |                      |            |  |  | A1       | Estados Unidos       | 1        |
|  |                   |                      |                   |  |  |            |                      |            |  |  | A2       | República Dominicana | 3        |

## Décimo primeiro lugar
Resultado
| 27 de junho de 2007 14:00 Relatório | Trinidad e Tobago | 0 — 3             | Uruguai | Polideportivo Universitario de Villa de Álvarez, Colima |
| 27 de junho de 2007 14:00 Relatório | 20 14 18          | Set 1 Set 2 Set 3 | 25      | Polideportivo Universitario de Villa de Álvarez, Colima |

## Nono lugar
Resultado
| 27 de junho de 2007 16:00 Relatório | México      | 1 — 3             | Canadá | Polideportivo Universitario de Villa de Álvarez, Colima |
| 27 de junho de 2007 16:00 Relatório | 12 23 27 22 | Set 1 Set 2 Set 3 | 25     | Polideportivo Universitario de Villa de Álvarez, Colima |

## Quartas de final
Resultados
| 27 de junho de 2007 18:00 Relatório | República Dominicana | 3 — 2                         | Porto Rico    | Polideportivo Universitario de Villa de Álvarez, Colima |
| 27 de junho de 2007 18:00 Relatório | 25 22 25 15          | Set 1 Set 2 Set 3 Set 4 Set 5 | 17 25 27 17 7 | Polideportivo Universitario de Villa de Álvarez, Colima |

| 27 de junho de 2007 20:00 Relatório | Brasil | 3 — 0             | Argentina | Polideportivo Universitario de Villa de Álvarez, Colima |
| 27 de junho de 2007 20:00 Relatório | 25     | Set 1 Set 2 Set 3 | 11 18 19  | Polideportivo Universitario de Villa de Álvarez, Colima |

## Sétimo lugar
Resultado
| 28 de junho de 2007 14:00 Relatório | Costa Rica | 0 — 3             | Peru | Polideportivo Universitario de Villa de Álvarez, Colima |
| 28 de junho de 2007 14:00 Relatório | 14 17 22   | Set 1 Set 2 Set 3 | 25   | Polideportivo Universitario de Villa de Álvarez, Colima |

## Quinto lugar
Resultado
| 28 de junho de 2007 16:00 Relatório | Porto Rico  | 3 — 2                         | Argentina   | Polideportivo Universitario de Villa de Álvarez, Colima |
| 28 de junho de 2007 16:00 Relatório | 21 15 25 15 | Set 1 Set 2 Set 3 Set 4 Set 5 | 25 17 22 10 | Polideportivo Universitario de Villa de Álvarez, Colima |

## Semifinais
Resultados
| 28 de junho de 2007 18:00 Relatório | Estados Unidos | 0 — 3             | Brasil | Polideportivo Universitario de Villa de Álvarez, Colima |
| 28 de junho de 2007 18:00 Relatório | 15 18          | Set 1 Set 2 Set 3 | 25     | Polideportivo Universitario de Villa de Álvarez, Colima |

| 28 de junho de 2007 20:00 Relatório | Cuba  | 3 — 0             | República Dominicana | Polideportivo Universitario de Villa de Álvarez, Colima |
| 28 de junho de 2007 20:00 Relatório | 28 25 | Set 1 Set 2 Set 3 | 26 22 18             | Polideportivo Universitario de Villa de Álvarez, Colima |

## Terceiro lugar
Resultado
| 29 de junho de 2007 17:00 Relatório | Estados Unidos | 1 — 3                   | República Dominicana | Polideportivo Universitario de Villa de Álvarez, Colima |
| 29 de junho de 2007 17:00 Relatório | 19 28 18 26    | Set 1 Set 2 Set 3 Set 4 | 25 26 25 28          | Polideportivo Universitario de Villa de Álvarez, Colima |

## Final lugar
Resultado
| 29 de junho de 2007 19:00 Relatório | Brasil   | 0 — 3             | Cuba | Polideportivo Universitario de Villa de Álvarez, Colima |
| 29 de junho de 2007 19:00 Relatório | 14 21 20 | Set 1 Set 2 Set 3 | 25   | Polideportivo Universitario de Villa de Álvarez, Colima |